# Мемориал у шурфа шахты № 4/4-бис
Мемориал у шурфа шахты № 4/4-бис (другое название «Памятник жертвам фашистской оккупации г. Сталино»; укр. Меморіал біля шурфу шахти № 4/4-біс) — мемориальный комплекс в Калининском районе Донецка, Украина.
Шурф шахты № 4/4-бис в Калининском районе Донецка, стал местом массовой казни гражданского населения немецкими оккупационными властями во время Второй мировой войны. Это второе по массовости место захоронения жертв фашизма после Бабьего Яра. Здесь были сброшены тела 75-100 тысяч человек, из них около 20 тысяч были евреями.

## История шахты
Шахта 4/4 бис Макарьевского рудника Рыковских угольных копей была основана, по одним источникам, в 1874 году, по другим — в 1881 году. Угольные копи были названы по имени казачьего офицера, помещика Петра Петровича Рыковского. Женившись в 1880 году на вдове собственника значительных участков земли и рудников Чеботарёва, он стал полновластным хозяином нескольких шахт на левом берегу Кальмиуса неподалёку от Юзовки. В 1894 году в связи с финансовыми затруднениями П. П. Рыковский был вынужден привлекать внешний капитал — было основано Бельгийское анонимное общество Рыковских рудников. После смерти П. П. Рыковского в 1904 году, его шахты перешли в собственность Екатериновского Горнопромышленного общества с частным французским капиталом. Шахты Рыковских копей были ориентированы на добычу качественных коксующихся углей Смоляниновской каменноугольной свиты, необходимых для металлургической промышленности.
18 июня 1908 года в шахте произошёл взрыв метана и угольной пыли, вызвавший подземный пожар. В результате аварии погибло 273 шахтёра. После трагического события шахта не смогла оправиться и вернуться к прежним объёмам добычи, а хозяева с целью выработки угольного пласта решили построить рядом новые, более совершенные, оснащённые современным на тот период вентиляционным оборудованием, шахту 7/8 в 1914 году и шахту 5/6 в 1915 году.
После Великой Октябрьской социалистической революции 1917 года и прихода большевиков к власти на Украине, Рыковские шахты были национализированы в 1920 году. Новое советское государство требовало максимально быстро восстановить старые предприятия, ликвидировать разруху после Гражданской войны, но для восстановления промышленности не было угля, не хватало металла. На старой шахте руководство постаралось максимально увеличить добычу угля. В конце 1920 года, вследствие ошибки в учёте гидрогеологических условий при проходке, произошло внезапное затопление шахты подземным озером, погибли люди, и новая советская администрация приняла решение поставить шахту на «мокрую» консервацию.
В 1939 году, вследствие повсеместной выработки наиболее доступных угольных пластов, руководство угольной промышленности приняло решение восстанавливать старые шахты, где ещё можно сравнительно быстро добыть коксующийся уголь для резко возросших, вследствие индустриализации, потребностей металлургической промышленности. После расконсервации, осушения выработок, восстановительного ремонта и начала работ, подземные выработки были вновь внезапно затоплены массой грунтовой воды, и опять погибли все, кто в то время был под землёй.
До начала Великой Отечественной войны шахта находилась в затопленном состоянии.
После оккупации Сталино войсками фашистской Германии, немецкими специалистами были обследованы все действующие и законсервированные шахты Донбасса, на предмет возможности восстановления и организации добычи каменного угля. Шахта № 4/4 бис была признана не пригодной к восстановлению. Именно поэтому шурф шахты стал использоваться как место казни и захоронения советских граждан.
При отступлении в сентябре 1943 года немцы взорвали один из шурфов шахты, где находились тела убитых советских граждан.
После войны восстановление шахты 4/4 бис было признано нецелесообразным. Специалисты угольной промышленности приняли решение о разработке угольного пласта этой шахты другими шахтами города. Территория шахты 4/4 бис, очищенная от мусора, остатков зданий и металлоконструкций, и представляющая пустырь, в 1953 году была передана для расширения базы треста «Донбассканалстрой».

## Массовые захоронения в шурфе шахты 4/4 бис

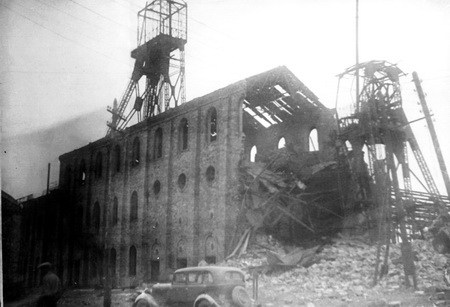
Шахта 4-4 бис в разрушенном состоянии

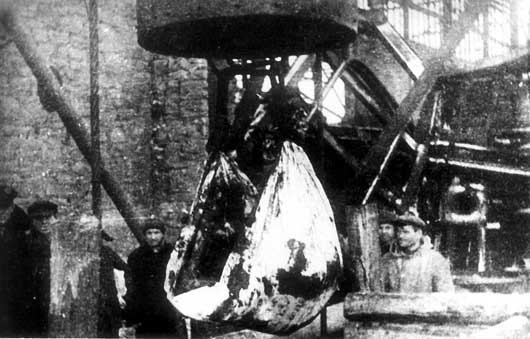
Подъём тел из шурфа шахты 4-4 бис в 1943 году

Немецкая оккупация Донецка продолжалась около 700 дней с 21 октября 1941 года по 8 сентября 1943 года. За время войны население города с 507 тысяч человек уменьшилось до 175 тысяч.
В каменном Белом карьере в марте 1942 года оккупанты создали гетто для евреев. В конце апреля 1942 года собранное еврейское население — свыше 3-х тыс. человек — было уничтожено путем расстрелов и использования газенвагенов, после чего трупы сбрасывались в ствол шахты.
Местом массовой казни гражданского населения немецкими оккупационными властями с весны 1942 года до 20-х чисел августа 1943 года стал шурф заброшенной шахты № 4/4-бис. Сюда привозили тела уже убитых людей, а также казнили. Жителей города расстреливали, а также сбрасывали в шурф живьём.
Единицам удавалось спастись. Например, горного инженера Александра Положенцева сбросили в шурф живым. Падая, он ухватился за канат и, раскачавшись, перебрался в стенную нишу, в которой спрятался до ночи.
Из 365 метров глубины ствола шахты 310 метров были завалены трупами десятков тысяч человек. При этом ширина шурфа составляет 2,9 метра, длина около 5 метров, конструктивно он поделен на две половины, два полушурфа. В один из них и сбрасывали людей. После того, как одного из охранников-полицаев приговорённые к смерти утащили за собой в шурф, было сделано ограждение.
В шурф шахты добавлялась каустическая сода для уплотнения и утрамбовки тел. При отступлении немцы путём взрыва завалили ствол шахты остатками производственных зданий и конструкции копра. На глубине около 55 метров образовалась плотная «пробка» из мусора и грунта толщиной несколько метров. Специалистам пришлось разбирать толстый слой мусора и конструкций, прежде чем добраться до разложившихся тел погибших, находившихся в воде.

## После освобождения
После освобождения города были начаты работы по извлечению тел из шурфа. Удалось опознать только 150 человек.
Тела 52 человек были похоронены на Мушкетовском кладбище в Мемориальной братской могиле. Остальные тела были переданы родственникам для индивидуальных похорон.
Останки остальных десятков тысяч человек до сих пор так и покоятся в шурфе.

## Мемориал у шурфа
Мемориальный комплекс создан возле шурфа шахты 4/4 бис, который во время оккупации Донецка стал местом казни и братской могилой. Мемориальный комплекс был создан в 1983 году. Скульпторы — В. И. Петрикин и В. Г. Киселёв
Мемориал изображает два шурфа и опрокинутую вагонетку. Над одним из шурфов развевающееся каменное знамя.
Памятник сопровождается табличкой с надписью:
Здесь покоится прах зверски замученных и сброшенных в шурф шахты 4/4 «бис» мирных жителей, участников донецкого подполья, военнопленных солдат и офицеров

1941-1943 гг.

ВЕЧНАЯ ИМ СЛАВА...

ВЕЧНАЯ ПАМЯТЬ...

ВЕЧНЫЙ ПОКОЙ...
Части мемориала были отлиты в центральных ремонтно-механических мастерских.
В 2024 году Российское военно-историческое общество открыло на месте шурфа шахты новый мемориал.

## Массовые захоронения советских граждан в шахтах Донецкой области
г. Макеевка — шахта 4/13 — два шурфа глубиной 95 м заполнены телами — около 30 000 человек

г. Горловка — шахта «Узловская» — шурф глубиной 108 м — 14 000 человек

г. Донецк пос. Рутченково — шахта № 19 вентиляционный ствол 60 м — количество погребённых неизвестно

г. Донецк пос. Рутченково — шахта № 31 Семёновский ствол (пласт А) глубиной 45-50 м — количество погребённых неизвестно

г. Донецк шурф неустановленной шахты в районе бывшего Рутченковского коксохимического завода — количество погребённых неизвестно.

## Галерея

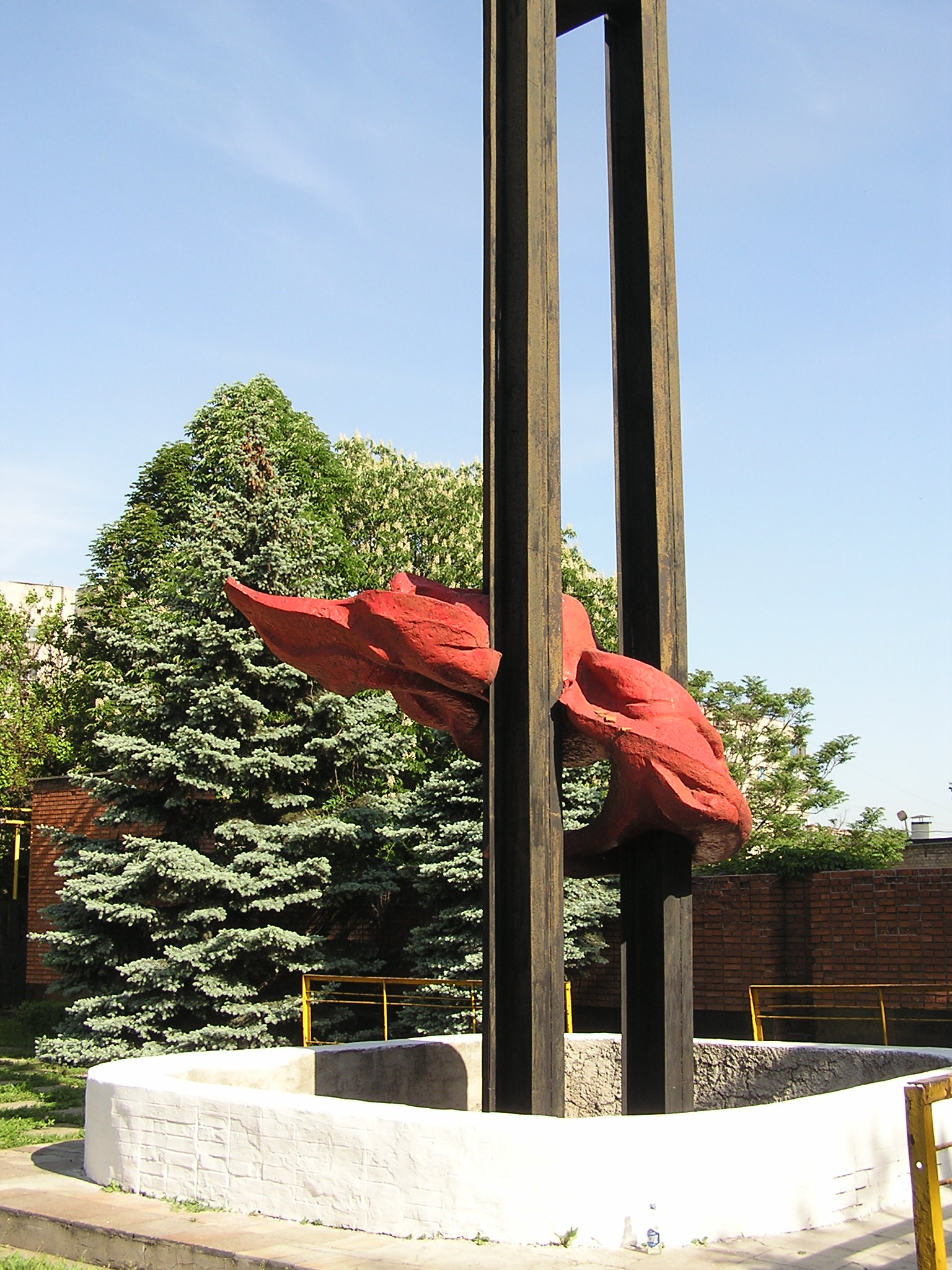
Шурф и конструкция символизирующая "разорванное сердце"
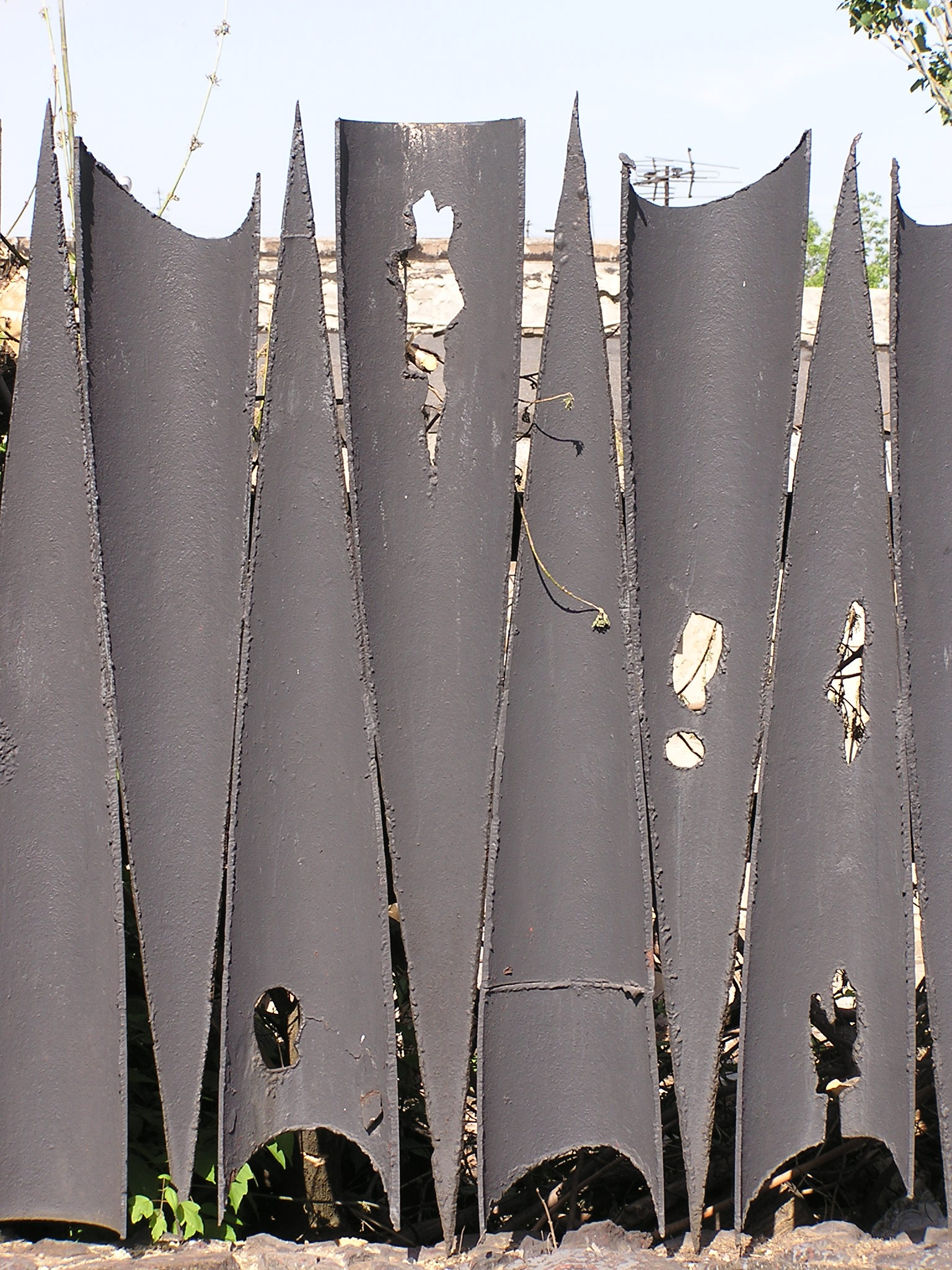
Ограждение мемориала